# Marco Sinigaglia
Marco Sinigaglia (Bollate, 29 febbraio 1968) è un ex calciatore italiano.

## Carriera
Prodotto del vivaio del Como, che negli anni 80 era molto denso di giovani promesse, disputò una buona stagione con la Sambenedettese, tornando a Como nell'estate del 1988. Ma in autunno, alla quarta di campionato, un grave incidente nelle battute conclusive di Lazio-Como gli causò seri problemi al ginocchio sinistro, che gli minarono il prosieguo della carriera ad alti livelli. Si ritirò a soli 29 anni, nel 1997.